# مجیدرضا مصطفوی
مجیدرضا مصطفوی (زادهٔ ۷ دی ۱۳۶۳) کارگردان، فیلم‌نامه‌نویس و تهیه‌کننده اهل ایران است. از مهم‌ترین فعالیت‌های او تهیه‌کنندگی و کارگردانی فیلم‌های سینمایی آستیگمات و انارهای نارس است.

## زندگی‌نامه
مجیدرضا مصطفوی در سال ۱۳۷۷ با شرکت در کانون فیلم به سرپرستی زاون قوکاسیان به سینما علاقه‌مند شد. او چندین سال در جشنواره بین‌المللی فیلم‌های کودکان و نوجوانان به عنوان داور فعالیت کرده‌است.
از سال ۱۳۸۰ فعالیت خود را در زمینه فیلمسازی با ساخت و تدوین فیلم کوتاه آغاز کرد. تدوین بیش از ۱۰۰ فیلم کوتاه، نیمه بلند و مستند به همراه جوایز مختلف در این بخش در کارنامه او دیده می‌شود. او در سال ۱۳۸۴ با تدوین چندین فیلم سینمایی از جمله فیلم آن سه ساختهٔ نقی نعمتی وارد سینمای حرفه‌ای شد.
همچنین تا سال ۱۳۸۸ چندین تله‌فیلم به عنوان تهیه‌کننده، کارگردان و تدوین‌گر برای تلویزیون ایران کار کرده‌است.

## فعالیت‌ها
انارهای نارس اولین فیلم بلند سینمایی مجیدرضا مصطفوی است. مراحل دریافت مجوز فیلمنامهٔ انارهای نارس (نگارش توسط مصطفوی و مهدی تراب‌بیگی) چندین سال طول کشید و برای اولین بار در سال ۱۳۹۲ در بخش مسابقه سودای سیمرغ و همچنین نگاه نو سی و دومین دوره جشنواره بین‌المللی فیلم فجر به نمایش درآمد و مورد تحسین منتقدان و اهالی رسانه قرار گرفت. او با این فیلم در بخش مسابقه سی و ششمین دورهٔ جشنواره بین‌المللی فیلم مسکو که یکی از جشنواره‌های معتبر جهانی است حضور داشت و نامزد دریافت جورج طلایی برای بهترین فیلم، بهترین کارگردانی و بهترین بازیگر زن شد. حضورهای بین‌المللی این فیلم در بیش از بیست جشنواره معتبر فیلم دیگر نیز ادامه داشت و توسط فدراسیون بین‌المللی منتقدان فیلم (فیپرشی) و هالیوود ریپورتر مورد تحسین قرار گرفت. این فیلم در هفدهمین جشن سینمای ایران نامزد دریافت بهترین فیلمنامه سال نیز شد.
این فیلم در پانزدهمین جشن دنیای تصویر (حافظ) نامزد ۳ جایزه اصلی بهترین کارگردانی سال، بهترین فیلمبرداری و بهترین بازیگر زن نیز بود که در نهایت تندیس حافظ برای بهترین بازیگر زن سال سینمای ایران به آناهیتا نعمتی برای بازی در انارهای نارس رسید.
آستیگمات دومین فیلم سینمایی مجیدرضا مصطفوی به عنوان تهیه‌کننده، کارگردان و نویسنده بود. دریافت مجوز ساخت این فیلم نیز بیش از یک سال طول کشید تا اینکه در اواخر سال ۱۳۹۵ مجوز ساخت آن با انجام چندین اصلاحیه صادر شد و بلافاصله در سکوت خبری ساخت فیلم شروع شد. انتخاب و چیدمان بازیگران و عوامل از کنجکاوترین فیلمهای سال ۹۶ سینمای ایران بود و اهالی رسانه امید زیادی به حضور فیلم در سی و ششمین دوره جشنواره فیلم فجر داشتند اما فیلم به نگاه محافظه‌کارانه هیئت انتخاب و سیاست‌گذاران جشنواره فیلم فجر دچار شد و در لحظه آخر از لیست منتخب جشنواره حذف گردید.
همزمان چندین منتقد سینمایی صاحب نام با دیدن فیلم در یادداشت‌های مجزا به تحسین فیلم پرداختند و به شدت از تصمیم مدیران جشنواره فیلم فجر برای حذف مهندسی شده فیلم انتقاد کردند. در نهایت تلاش‌ها برای نمایش فیلم در جشنواره به نتیجه نرسید تا اینکه در تاریخ ۲۳ بهمن ۱۳۹۶ تنها یک روز پس از پایان جشنواره مصطفوی در یک نامه تند به دکتر داروغه‌زاده دبیر جشنواره فیلم فجر از زوایای پنهان حذف مهندسی شده فیلم آستیگمات توسط هیئت انتخاب جشنواره پرده برداشت. این نامه در رسانه‌های داخلی و خارجی انعکاس گسترده‌ای داشت.
در فروردین ۱۳۹۷ با اعلام فیلم‌های جشنواره جهانی فیلم فجر فیلم آستیگمات در بین فیلم‌های بخش مسابقه حضور داشت و نامزد دریافت سیمرغ بهترین فیلم و بهترین کارگردانی بود.
نمایش فیلم در جشنواره جهانی فیلم فجر با استقبال گسترده اهالی سینما و منتقدان مواجه شد. اما دریافت پروانه نمایش فیلم دوباره دچار مشکل شد ولی در نهایت با انجام چندین اصلاحیه، در آذر سال ۹۷ با محدودیت در داشتن سال نمایش اکران شد و در ۳ هفته اول نمایش به صدر جدول فروش رسید. رسانه‌های مختلف نیز به بررسی و تحلیل فیلم پرداختند و دوباره موج انتقاد به حذف فیلم از جشنواره جان گرفت.
فیلم سینمایی آستیگمات در پخش بین‌الملل نیز موفق ظاهر شد و نماینده رسمی سینمای ایران درجشنواره فیلم آسیا پاسیفیک بود.
مجیدرضا مصطفوی به همراه پیام کرمی (همکار فیلمنامه‌نویس) در جشن انجمن فیلمنامه‌نویسان خانه سینما، نشان سپنتا برای بهترین فیلمنامه سال سینمای ایران را نیز برای آستیگمات دریافت کردند.

## فیلم‌شناسی
| سال  | عنوان        | کارگردان | تهیه‌کننده | نویسنده |
| ---- | ------------ | -------- | --------- | ------- |
| ۱۳۹۲ | انارهای نارس | آری      | آری       | آری     |
| ۱۳۹۶ | آستیگمات     | آری      | آری       | آری     |
| ۱۴۰۲ | بی‌سروصدا     | آری      | آری       | آری     |